# Cabo Ellsworth
O Cabo Ellsworth (66° 17′ S, 162° 18′ L) é uma ribanceira rochosa escarpada (290 m) formando a extremidade norte da Ilha de Young nas Ilhas Balleny. Recebeu o nome da equipe do Ellsworth. A embarcação, após pegar Ellsworth no Little America, na Plataforma de gelo Ross, fez um levantamento contínuo em torno da extremidade norte das Ilhas Balleny no caminho de volta à Austrália.